# Barra do Rocha
Barra do Rocha es un municipio brasileño del estado de Bahía. Su población estimada en 2004 era de 47.033 habitantes.